# أوغدن ميلز ريد
أوغدن ميلز ريد (بالإنجليزية: Ogden Mills Reid)‏ هو ناشر أمريكي، ولد في 16 مايو 1882 في نيويورك في الولايات المتحدة، وتوفي في 3 يناير 1947 بسبب ذات الرئة.